# Miguel de Jesús Fuentes Razo
Miguel de Jesús Fuentes Razo (Guadalajara, 29 settembre 1971) è un allenatore di calcio ed ex calciatore messicano, di ruolo portiere.

## Carriera

### Club
Ha sempre giocato in club messicani sino al 2005, anno in cui si è ritirato dal calcio giocato per iniziare la carriera da allenatore.

### Nazionale
Con la nazionale messicana ha preso parte ai Giochi Olimpici del 1992 senza mai scendere in campo.